# سداسي ميثيلين ثلاثي بيروكسيد ثنائي أمين
سداسي ميثيلين ثلاثي بيروكسيد ثنائي أمين (يرمز له اختصاراً HMTD) هو مركب عضوي شديد التفجر.